# Mortara
Mortara är en ort och kommun i provinsen Pavia i regionen Lombardiet i Italien. Kommunen hade 15 407 invånare (2018).
Mortara är känt för slaget vid Mortara 21 mars 1849 mellan sardiniska och österrikiska trupper, där de senare blev segrare.